# Johann Christoph Hennings
Johann Christoph Hennings, auch Christopher Johannes, (* in Fegetasche bei Plön; getauft am 19. Juni 1708 in Plön; † 12. August 1764 in Kiel) war ein deutscher Bibliothekar und Physiker.

## Leben und Wirken als Bibliothekar
Johann Christoph Hennings war ein Sohn des Fegetaschener Pächters und Zolleinnehmers Georg (Jürgen) Hennings (* um 1667 in Leipzig; begraben am 29. März 1732 in Plön) und dessen Ehefrau Anna Magdalena, geborene Hering. Er besuchte die Schule in Plön und das Katharineum zu Lübeck. Von 1728 bis 1731 studierte er an der Universität Jena orientalische und moderne Sprachen, Geschichte und Theologie. Anschließend reiste er zu Studienzwecken über Marburg, Straßburg – wo er sich am 3. November 1731 immatrikulierte – weiter nach Paris, in die Niederlande und nach Hamburg. Dabei lernte er unter anderem Christian Wolff und Johann Daniel Schöpflin kennen.
1733 schrieb sich Hennings an der Universität Kiel ein und verdiente Geld mit dem Mentorat junger Adliger. Außerdem unterstützte er Ernst Joachim von Westphalen bei dessen Arbeiten an der Sammlung Monumenta inedita, die von 1739 bis 1745 entstand. Nach der Promotion zum Magister ernannte ihn die Kieler Universität zum ordentlichen Professor für Physik und Metaphysik. Außerdem übernahm er die Leitung der Universitätsbibliothek Kiel.
Hennings engagierte sich wie kein zweiter Bibliothekar des 18. Jahrhunderts, die Bibliothek und deren Bestände zu verbessern. Dafür wurde er jedoch nur angefeindet. Zu Beginn seiner Tätigkeit überprüfte er den Bibliotheksbestand exakt. Er setzte sich energisch dafür ein, neue Bücher zu beschaffen und nahm oftmals an Auktionen teil, wo er die Werke erwarb. Er agierte nach kaufmännischem und bibliothekarischem Kalkül und finanzierte Ankäufe selbst vor. Dubletten veräußerte er zum Vorteil der Bibliothek. Außerdem setzte er sich dafür ein, dass die Bücherei ein fixes Jahresbudget erhielt.
Hennings forderte die Autoren aus dem Kieler Umfeld hartnäckig dazu auf, der Bibliothek Belegexemplare ihrer Werke zukommen zu lassen. Außerdem drängte er insbesondere Professoren, ihre Abgaben ganz oder überhaupt zu zahlen. Außerdem setzte er die Einhaltung der Entleihfristen durch. Mit diesem Vorgehen schuf er sich Gegner, die erreichten, dass ihm wiederholt Gehälter vorenthalten und gekürzt wurden. Dadurch geriet er in finanzielle Nöte und musste Nebenbeschäftigungen aufnehmen. Für Privatleute vermittelte er den Erwerb von Werken, bekam aber oft nicht den ihm dafür eigentlich zustehenden Anteil. Er begann eine Landvermessung und eine Vermessung des Gutes Bothkamp, die er nicht fertigstellen konnte. Zudem musste er sich schrittweise von den Büchern seiner eigenen Bibliothek trennen. 
Im Sommer 1758 reiste Hennings nach Holland und England. Er wollte die Reise nutzen, um sich Fachkenntnisse für eine geplante Ledermanufaktur anzueignen. Hier suchte er auch Material für die „Bibliotheca...librorum rariorum“, die er schreiben wollte. Da er nicht pünktlich von der Reise zurückkam, erhielt er vorübergehend kein Gehalt. Das Regierungsconseil bezichtigte Hennings 1759, der Rechnungsführung der Bibliothek nicht ausreichend nachzukommen. Die Verantwortung für den Großteil der Missstände trug jedoch das akademische Konsistorium. Hennings gelang es daher, die Vorwürfe größtenteils zu widerlegen. Das zugehörige Verfahren dauerte mehrere Jahre. Zu erkennen ist, dass Misswirtschaft, Korruption und Gleichgültigkeit an der Kieler Universität seinerzeit einen Tiefpunkt erreicht hatten.
Aufgrund des Verfahrens um die Bibliotheksfinanzen erklärte Hennings verbittert, die Verwaltung der Bibliothek abgeben und nur noch die Aufsicht über die Institution führen wolle. Seit 1746 bekam er keine Bibliothekarzulage mehr ausgezahlt. Zeitgleich zu den Vorgängen in der Bibliothek sah sich Hennings Vorwürfen ausgesetzt, in Kiel und Umland sowie Preetz und Umgebung Schatzgräberei und Geisterbeschwörung nachgegangen zu sein. Dabei habe er teilweise mit dem Scharfrichter aus Preetz, bei dem es sich vermutlich um den Halbmeister Johann Jürgen Karp handelte, kooperiert. Ob und inwiefern die Vorwürfe zutrafen, ist heute nicht mehr zu klären. 1761 gelang es Hennings, die Anklage zu widerlegen.
Im April 1763 wurde Hennings entlassen. Er erhielt dabei das seit Anfang 1762 nicht gezahlte Gehalt und eine Jahrespension in Höhe von 200 Reichsthalern. Aus diesem Grund ist davon auszugehen, dass die gegen ihn erhobenen Vorwürfe substanzlos waren. Hennings reiste noch nach England und wurde in Kiel umgebracht. Johann Georg Meusel schrieb, dass der Mörder ein Soldat gewesen sei, „den er als Handlanger bey seiner Goldmacherei gebraucht hatte“. Offensichtlich wurde der Mord nicht aufgeklärt.

## Weitere Tätigkeiten
Hennings betätigte sich auch als Physiker, erlangte auf dem Gebiet aber keine Bedeutung. Er arbeitete basierend auf den Thesen Chr. Wolffs und experimentierte auch. Apparate hierfür erwarb er von seinem Gehalt. Zu den Personen, die bei ihm promovierten, gehörte 1752 Johann Bernhard Basedow.
Hennings wollte eine Chronik der Universität Kiel schreiben, trug hierfür jedoch nur eine Materialsammlung zusammen. 1774 erschien ein Teilabdruck der „Geschichte des Schleswig-Holstein-Gottorfischen Hofes“, für die Hennings wohl Teile verfasste. Ob er das Werk vollständig alleine schrieb, ist zweifelhaft.
1747 und 1757 amtierte Hennings als Rektor der Kieler Universität.